# Howard Hughes Medical Institute
Le Howard Hughes Medical Institute ou HHMI est une fondation privée à but non lucratif et un institut de recherche biomédicale américain fondé en 1953 par l'aviateur et ingénieur Howard Hughes. L'institut est basé à Chevy Chase dans le Maryland.

## Histoire
Fondée par Howard Hughes pour «comprendre les fondements de la vie même...», la fondation a pour mission de financer les projets de recherche de médecins et de chercheurs dans tous les domaines de la biologie et de la médecine clinique. En 2020, le HHMI est l'une des organisations de recherche biomédicale les plus riches du monde, il subventionne des chercheurs aux États-Unis pour une période de cinq à huit ans, constituant la plus prestigieuse et la plus recherchée source de financement pour un scientifique américain.
En 2007, 298 chercheurs étaient bénéficiaires du label HHMI dont onze prix Nobel et 122 membres de la National Academy of Sciences. En 2019, 763 millions de dollars ont financé la recherche biomédicale (soit environ 4750 scientifiques soutenus). 

### Quasi-pionnier en matière de politique stricte d'accès libre
En 2020 (le 1er octobre), la fondation HHMI a annoncé qu'à partir de 2022, elle imposera aux labos et scientifiques qu’elle finance qu’ils mettent leurs articles entièrement en libre accès (Open access) dès leur publication (antérieurement, le délai de mise à disposition gratuite pouvait s'étendre jusqu'à un an). De plus, chaque manuscrit accepté devra être déposé sur le site internet de l'HHMI sous une licence ouverte. 

L'IHM a aussi rejoint la coalition de bailleurs de fonds et d'organisations de recherche déjà regroupés autour du Plan S (initiative de l'Europe visant à ce que les résultats de recherche soit immédiatement accessibles, dès la publication). Conformément aux principes du Plan S, la fondation refusera de payer les frais de publication en libre accès si l'article est publié dans une revue « hybride » publiant certains articles ouverts tout en en gardant d’autres accessibles uniquement contre paiement, sauf si la revue s'est déjà  engagée à passer à un modèle économique basé sur le libre accès « selon un calendrier acceptable pour HHMI ».
C'est le second grand bailleur de fonds américain privé à agir ainsi, le premier étant la Fondation Bill & Melinda Gates.

## Liste des présidents
- 2000-2008 : Thomas Robert Cech
- 2009-2016 : Robert Tjian
- 2016- : Erin K. O'Shea

## Chercheurs notables
- William Newsome, neurobiologiste
- Katharina Sophia Volz, biologiste médecine régénérative
- Tulle Hazelrigg, biologiste

## Lieux de recherche
- Janelia Research Campus (appelé jusqu'en 2014 Janelia Farm Research Campus), à Ashburn en Virginie.

## Données financières
Les fonds propres de l'HHMI sont d'environ 16 milliards de dollars américains en 2007, constituant la seconde plus importante société philanthropique aux États-Unis après la fondation Bill-et-Melinda-Gates, et la seconde pour les recherches biomédicales après le Wellcome Trust britannique. En 2007, 700 millions de dollars ont été distribués pour soutenir les projets de recherches et 80$ millions pour des projets éducatifs.